# Epicondilitis
L'epicondilitis o colze de tenista o colze de tennista és una inflamació de l'epicòndil (prominència òssia que està situada a l'extrem distal a la part externa de l'húmer) i dels tendons (primer radial, segon radial, extensor dels dits i cubital posterior) que s'hi insereixen.

## Diagnòstic
En l'exploració, amb la maniobra de Thomsen es provoca el dolor en l'epicòndil en efectuar una extensió del canell contra resistència, amb el colze en extensió màxima.